# 下埔頭
下埔頭，是臺灣屏東縣佳冬鄉的一個傳統地域名稱，位於該鄉南部東側。相較於今日行政區，其範圍大致為賴家村不含西南半葉的西北半部及東北半葉的南部邊界地帶。
本地區境內主要聚落為下埔頭。

## 歷史
台灣日治初期，下埔頭地區為一街庄，稱為「下埔頭庄」（舊制街庄），隸屬於港東下里。該庄昔日西北及北與茄苳腳庄為鄰，東與北旗尾庄為鄰，南邊為大庄，西邊為葫爐尾庄。
1901年（日治明治三十四年）11月11日，全台廢縣廳改設二十廳，該庄隸屬於阿猴廳。1904年（明治三十七年）4月15日，該庄編入「茄苳腳區」，隸屬於阿猴廳。1905年（明治三十八年）4月1日，阿猴廳改稱「阿緱廳」。1909年（明治四十二年）10月25日，全台合併二十廳為十二廳，茄苳腳區仍隸屬於阿緱廳。1920年（大正九年）10月1日，全台地方制度大改正，廢十二廳改設五州二廳，該庄改制為「下埔頭」大字，隸屬於高雄州東港郡佳冬庄（新制街庄）。
戰後佳冬庄改制為佳冬鄉，隸屬於高雄縣，大字亦改制為村。1950年（民國39年）10月1日，高、屏分治，佳冬鄉改隸屬於屏東縣。
相較於今日行政區，本地區的範圍大致為賴家村不含西南半葉的西北半部及東北半葉的南部邊界地帶。

## 聚落
本地區發展較早的聚落為下埔頭，在日治初期的官方地圖上已有記載。

## 交通
台鐵屏東線是高雄至枋寮間的鐵路幹線，經過本地區中部偏東北地帶。最近的車站在北側為佳冬車站，在南側為東海車站。前者屬甲種簡易站，後者屬招呼站，皆僅停靠區間車；由此等可前往台鐵沿線各站。
省道台17線又稱「西部濱海公路」，是甲南至水底寮的幹道，經過本地區北部邊界地帶。由該道路北行可前往佳冬鄉佳冬市區、林邊鄉、東港鎮、新園鄉南部等地；南行可前往枋寮鄉，並止於水底寮聚落的省道台1線路口。